# 할명수
《할명수》는 2020년 8월 26일부터 방송 중인 JTBC 웹예능이다.

## 방송 개요
원조 별명 부자 박명수가 유튜브에서 주인공이 되어 펼치는 B급 감성 부캐쇼.

## 출연진
- 박명수

## 방송 목록

### 2020년
| 회차 | 방송일    | 제목                                                | 게스트                 | 비고               |
| ---- | --------- | --------------------------------------------------- | ---------------------- | ------------------ |
| 1    | 8월 21일  | 본인등판 할 명수                                    | 유재환                 |                    |
| 2    | 8월 28일  | ASMR(?) 할 명수                                     | 민성준, 정진하, 이재율 |                    |
| 3    | 9월 4일   | JTBC에서 유튜브 라방 할 박명수                      |                        |                    |
| 4    | 9월 11일  | 입 짧은 박명수의 세계 과자 먹방 도전기              | 유민상                 | 먹방               |
| 5    | 9월 18일  | 얼굴 믿고 노래할 K-pop Star 박명수                  | 김태우                 | 노래               |
| 6    | 9월 25일  | 어몽어스(among us) 도전                             | 릴카                   | 게임               |
| 7    | 10월 9일  | 폴가이즈(Fall Guys) 도전                            | 짬타수아               | 게임               |
| 8    | 10월 16일 | 필라테스 솔직 후기                                  | 김동은                 | 운동               |
| 9    | 10월 23일 | 사진사 박명수 누구나 조이(joy) 될 수 있다           | 에디터 M               | 사진               |
| 10   | 10월 30일 | 박명수가 찍은 충격적 비주얼의 사진들                | 에디터 M               | 사진               |
| 11   | 11월 6일  | 박명수 채널 구독하고 현금 5천원 받아가세요          |                        |                    |
| 12   | 11월 13일 | 면제 박명수의 군대 음식 먹방                        | 유민상                 | 먹방               |
| 13   | 11월 20일 | 자기계발서를 읽고 나의 성공시대 시작됐다            | 임재균                 |                    |
| 14   | 11월 27일 | 당신도 대머리가 될 수 있습니다                      |                        |                    |
| 15   | 12월 5일  | 화덕 피자는 사드세요.....제발                       | 승우아빠               | 구독자수 10만 돌파 |
| 16   | 12월 11일 | 박명수가 진지하게 노래 불렀을 때 #1 이승철 - 잊었니 | 정인경                 | 노래               |
| 16   | 12월 12일 | 박명수가 진지하게 노래 불렀을 때 #2 아이유 - 푸르던 | 정인경                 | 노래               |
| 16   | 12월 13일 | 박명수가 진지하게 노래 불렀을 때 #3 이승철 - 말리꽃 | 정인경                 | 노래               |
| 17   | 12월 18일 | 밸런스 게임인 줄 알았는데 청문회였던 건에 대하여    |                        |                    |
| 18   | 12월 25일 | 사진입니다. 그런데 이제 아이돌을 곁들인...          | 정세운                 | 사진               |

### 2021년
| 회차 | 방송일    | 제목                                                       | 게스트                 | 비고                                     |
| ---- | --------- | ---------------------------------------------------------- | ---------------------- | ---------------------------------------- |
| 19   | 1월 8일   | 숨겨왔던 나의 수줍은 명품 모두 네게 줄게                   | 하하                   | 패션                                     |
| 20   | 1월 15일  | 하... 이걸 사네?                                           |                        | 중고거래                                 |
| 21   | 1월 22일  | 쯔양 곱창 해명합니다                                       | 쯔양                   | 구독자수 30만 돌파                       |
| 22   | 1월 29일  | 무인도에서 놀면 뭐하니?                                    | 선바                   | 게임                                     |
| 23   | 2월 5일   | 막내가 사표 막 내                                          | 최보민                 | 인턴 체험                                |
| 24   | 2월 12일  | 대광어 잡다 광광 우럭따                                    | 수빙수                 | 요리                                     |
| 25   | 2월 26일  | 실버버튼 언박싱(feat. 랜선팬미팅)                          |                        | 토크                                     |
| 26   | 3월 5일   | 배그를 누가 이렇게 해요                                    | 유민상                 | 게임                                     |
| 27   | 3월 12일  | B대면 잔소리                                               | 최준                   | 토크                                     |
| 28   | 3월 19일  | 슈퍼주니어 신곡 가사를 바꿨더니 그만큼 신나시는 거지       | 슈퍼주니어             | 작사                                     |
| 29   | 3월 26일  | 누가 유튜브의 미래를 묻거든 고개를 들어 거성쇼를 보게 하라 | 이경규                 | 토크                                     |
| 30   | 4월 2일   | 히든명수 특집 1탄                                          | 황광희                 | 성대모사                                 |
| 31   | 4월 9일   | 히든명수 특집 2탄                                          | 황광희                 | 성대모사                                 |
| 32   | 4월 16일  | 마인크래프트에서 펜트하우스 입주한 명단태                  | 양띵                   | 게임                                     |
| 33   | 4월 23일  | 맘스터치 햄버거 6종 플랙스해버렸다                         | 쯔양                   | 먹방                                     |
| 34   | 4월 30일  | 하와수 재결성 입 닫고 맥주나 마셔                          | 정준하                 | 구독자수 40만 돌파 인기급상승 동영상 1위 |
| 35   | 5월 7일   | 박명수가 사진도 찍어주고 이게 꿈이냐?!                     | 에디터M                | 사진                                     |
| 36   | 5월 14일  | 무엇이든 물어보쌉싸리와용 Q&A                              |                        | 구독자수 50만 돌파 인기급상승 동영상 3위 |
| 37   | 5월 21일  | 유로트럭으로 운전 연수받으면 이렇게 됩니다                 | 김준호                 | 게임                                     |
| 38   | 5월 28일  | 조이 실제로 보면 안 착해요 내 마음에 안착                  | 조이                   | 사진                                     |
| 39   | 6월 4일   | 쯔양을 배불리 먹이려면 얼마나 일해야 할까?                 | 쯔양                   | 아바타 & 먹방                            |
| 40   | 6월 11일  | 제 여사친을 소개합니다                                     | 사유리                 | 쇼핑                                     |
| 41   | 6월 18일  | 제가 사는 동네 소개해드립니다                              |                        | 브이로그                                 |
| 42   | 6월 25일  | 제시카는 물냉파일까 비냉파일까?                            | 제시카                 | 사진                                     |
| 43   | 7월 2일   | 몸보신 할 명수                                             | 쏘영                   | 먹방                                     |
| 44   | 7월 9일   | 신서유기 출연 안 시켜주시면 조총으로 다 쏘려구요           | 규현                   | 토크 & 먹방 인기급상승 동영상 9위        |
| 45   | 7월 16일  | 박명수의 코인코인코인 노래방                               | 규현                   | 노래                                     |
| 46   | 7월 23일  | 하와 수 우정여행 1탄                                       | 정준하                 | 여행 인기급상승 동영상 14위              |
| 47   | 7월 30일  | 하와 수 우정여행 2탄                                       | 정준하                 | 여행 인기급상승 동영상 14위              |
| 48   | 8월 13일  | 작사 할 명수                                               |                        | 노래                                     |
| 49   | 8월 20일  | 자가격리 할 명수                                           |                        | 브이로그 구독자수 60만 돌파              |
| 50   | 8월 27일  | 백문백답 할 명수                                           |                        | 토크                                     |
| 51   | 9월 3일   | 개캉스 할 명수                                             |                        | 애견                                     |
| 52   | 9월 10일  | 안주 리뷰 할 명수                                          | 유민상                 | 먹방                                     |
| 53   | 9월 17일  | 바디프로필 할 명수                                         | 말왕                   | 사진                                     |
| 54   | 9월 24일  | 공부왕 할 명수                                             | 박미선, 정준하, 홍진경 | 퀴즈                                     |
| 55   | 10월 1일  | 전투식량 리뷰 할 명수                                      | 에이전트 H             | 밀리터리                                 |
| 56   | 10월 8일  | 오징어 게임 할 명수                                        |                        | 달고나 만들기                            |
| 57   | 10월 15일 | 깨스팅 할 명수                                             | 정은지                 | 소개팅                                   |